# Kosowo na letnich igrzyskach olimpijskich
Reprezentanci Kosowa na igrzyskach olimpijskich pierwszy raz wystąpili na letnich igrzyskach olimpijskich w 2016 roku, zadebiutowali wtedy podczas igrzysk w Rio de Janeiro. Pierwszy medal dla tego kraju (złoty) zdobyła judoczka Majlinda Kelmendi. 

## Tabele medalowe

### Medale na poszczególnych olimpiadach
| Igrzyska            | Złoto | Srebro | Brąz | Razem |
| ------------------- | ----- | ------ | ---- | ----- |
| Rio de Janeiro 2016 | 1     | 0      | 0    | 1     |
| Tokio 2020          | 2     | 0      | 0    | 2     |
| Razem               | 3     | 0      | 0    | 3     |

### Według dyscyplin
| Dyscyplina | Złoto | Srebro | Brąz | Razem |
| ---------- | ----- | ------ | ---- | ----- |
| Judo       | 3     | 0      | 0    | 3     |
| Razem      | 3     | 0      | 0    | 3     |